# Babsan (tecknad serie)
Babsan är en svensk humorserie om en talande hund i kjol, skapad av Agneta Persson. Figuren har varit med i Galago, samt i Perssons album "Babsan & Co." (Tago 1989) och "Vem där" (Alfabeta 1992).
Agneta Persson är född i Jönköping. Utbildad vid Konstfackskolans linje för måleri. Verksam som filmare, illustratör och serietecknare. Mest känd för det senare.
 Artikeln var, i den version den hade den 18 januari 2006, helt eller delvis hämtad från Seriewikin (hos Seriefrämjandet): Babsan